# 翁佩雯
翁佩雯，JP（1966年9月4日—），香港公務員，現任香港駐歐洲聯盟特派代表，曾出任香港駐東京經濟貿易首席代表。翁佩雯在1988年從香港大學取得经济学社會科學學士，並於同年7月加入港英政府任職行政主任，再於1989年6月轉任政務主任。在2009年，她確任首長級乙級政務官，因而在同年7月1日獲港府委任為官守太平紳士。她在2016年3月31日接替黄碧兒出任香港駐東京經濟貿易首席代表，至2020年9月離任，由何珏珊接替。返港後，她在2020年9月至2023年6月任職保安局副秘書長，並晉升至首長級乙一級政務官。及後，她在2023年6月6日再獲港府委派擔任香港駐歐洲聯盟特派代表，以填補張國財離任後懸空的職務。